# 西安区 (牡丹江市)
西安区是黑龙江省牡丹江市下辖的一个市辖区。位于黑龙江省牡丹江市西南部，面积445平方公里（含海南朝鮮族乡109平方公里），轄區內（海南朝鮮族乡2万人）。區人民政府驻西长安街22号。

## 行政区划
西安区下辖6个街道办事处、1个镇、1个民族乡：
先锋街道、火炬街道、立新街道、牡丹街道、江滨街道、沿江街道、温春镇和海南朝鲜族乡。

## 人口
根据第七次人口普查数据，截至2020年11月1日零时，西安区常住人口为242412人。